# 剪尾光鰓魚
剪尾光鰓魚（學名：Chromis gunting），又稱剪尾光鰓雀鯛，是輻鰭魚綱鱸形目雀鯛科光鰓魚屬的其中一種，Gunting在他加祿語中的意思是剪刀，分布於西太平洋菲律賓八打雁的 Verde島海域，深度90至130公尺，本魚體呈卵圓形且側扁，身體呈淺棕色，中體逐漸變成粉紅色，下體呈銀灰色，前端有銀色區域，尾部外側有雙邊黑色邊緣，背鰭硬棘13枚、背鰭軟條11枚、臀鰭硬棘2枚、臀鰭軟條11-12枚，體長可達7.7公分，棲息在礁石區，以浮游生物為食，繁殖期時成對出現，雄魚會守護卵直到孵化，生活習性不明。